# 王后傘下
《王后傘下》，為韓國tvN於2022年10月15日起播出的週末連續劇，由《秘密之門》、《第二個二十歲》導演金亨植與新人編劇朴巴拉合作拍攝。講述朝鮮王朝時代王妃林姀怜（金憓秀 飾）在危機面前拋下自己的尊嚴，努力讓王室頭疼的闖禍王子們成爲王儲的極限奮鬥記。
Netflix於10月15日起每週六、日22:00（UTC+8）上線。

## 演員陣容

### 主要人物
| 演員                    | 角色     | 介紹 |
| 金憓秀 （少年：彩麟）   | 林姀怜     | 王妃 內命婦之首，出身於沒落兩班之家。子女是惹禍精的王子們、丈夫是偉大的朝鮮國王。比起氣質和優雅，她是一位性格暴躁、敏感的中殿娘娘。 性格曾像平靜的湖水般，但是因爲總有人對她扔石頭，因而翻起了巨浪。 國母會根據需要進行辱罵，還會拋棄其自尊。標準的刀子嘴豆腐心，在親情面前會心軟。雖然有很多令人頭疼的事情，但堅持的事情只有一個，就是爲了孩子們。公正對待自己的孩子跟庶子，但對庶子有寬容的一面，也會開導他們。                                                   |
| 金海淑                  | 大妃趙氏 | 王大妃 本來只是先王後宮的從一品貴人，為了實現野心不擇手段，最後母憑子貴被冊封為繼妃，先王卻在翌日便薨逝，反而因兒子繼位為王而晉為大妃。一個活生生的傳奇人物，將庶出王子變成貴族階層之主，非常愛他的兒子，卻不把一半的心交給孫子的人。萬般包容王妃只因她是世子的母親，為了她的野心可以做任何事，包括對作為孫子的大君們算計。對只成為過一天中殿而耿耿於懷，所以比誰都更渴望能兼領中殿的權力。後因20多年前的奪嫡真相被主上揭發，不想過著被幽禁的生活，選擇體面地自盡。 |
| 崔元英 （少年：崔倫齊） | 李浩     | 王 姀怜的丈夫，大妃驕傲的兒子，開啟國家和平與安寧的時代之明君。作為先王的庶子錦瑩君，他成為了國王，對合法性有著複雜的心理，以更努力、更加努力成為聖君，來逃避當年因奪嫡得到王位的羞恥。後來在姀怜 的開解下與自己和解，不顧群臣反對推翻舊案。信任姀怜，認為她是最了解他的人，並給他力量堅持下去。 |
| 文相敏 （童年：宋河賢） | 李強     | 成枏大君→王世子 王妃姀怜的次男。一個時而傲慢時而嚴肅的人。與其他在宮內心愛長大、不懂人情世故的王子不同，他在宮外的西村經歷了草民們的生活，擁有一個自由的靈魂。經歷過辛苦的童年，對他和中殿來說都是無法抹滅的傷痕。最終經過擇賢競賽脫穎而出，成為繼任世子。後與清荷育有一名子女。 |
| 玉子妍                  | 黃楚妍   | 從一品貴人→從四品淑媛→庶人 李浩的嬪御，義聖君母親。當朝領議政之女，後宮揀擇之首。對當年三揀擇落選世子嬪一事耿耿於懷。如同大妃非常疼愛自己的孩子，也會為了孩子的未來不擇手段。原為從一品貴人，後被姀怜貶為從四品淑媛，與李翊賢有不為人知的關係。 |
| 姜澯熙                  | 義聖君   | 義聖君→庶人 眾王子中年紀最長的，是一個對身份階級有明確標準的人。雖然只是嬪御的庶子，但卻認為自己出身高貴，因認為其母妃本應是世子嬪、當朝王妃，經常與成枏大君發生衝突，實際身分為李翊賢的兒子。 |
| 金義聖                  | 黃元亨   | 領議政／世子侍講院師 黃楚妍的父親，一個威脅王權的老練強者，他是一個不惜一切努力實現自己目標的人。為了權力做過許多不人道的事情，但未料自己的女兒跟外孫更加心狠手辣。 |

### 嫡系王子
| 演員                             | 角色     | 介紹 |
| 裴仁爀 (特別出演) (童年：楊熙元) | 世子     | 王妃姀怜的長子。沒有人敢質疑他身為帝王之材的完美。學識淵博，從基本的武藝到弓箭、劍術都出類拔萃。很照顧自己的弟弟們，還對媽媽非常體貼，僅憑存在就成為姀怜的防禦網的孩子。患有血虛厥，後病逝於東宫殿。                                                                                             |
| 尹相現                           | 武矸大君 | 王妃姀怜的三男。人如其名，總能做出許多讓人沒面子的事的無顏王子。愛演＋小心機＋滑稽＋開朗＋活潑＋出人意表，不拘小節，在一起就會帶來快樂的人。面對愛情非常熱烈且直率，對姀怜來說是非常放不下心的孩子，但即便如此還是最可愛。後與初月育有一女亞灕，並獲得王命特允成婚出閣。有了孩子後變更有責任感。 |
| 柳善皓                           | 李煥     | 啓晟大君 王妃姀怜的四男。不僅長相俊美，還擅長書法、繪畫、伽倻琴，在麻煩的諸位大君中，是母親的一盞明燈。堪比女兒貼心的兒子，有易服之癖。一直陪伴著姀怜，最終決定做真實的自己，離開宮殿去探索外面的世界。                                                                                          |
| 朴賀浚                           | 李燏     | 日映大君 王妃姀怜的小兒子。古怪＋碰一下就會弄壞東西的破壞之手＋面對不斷的失敗也依然積極。住處總是堆滿了發明物、亂成一團。名副其實的老么，無論何時總是跑向姀怜懷中緊緊抱住她的撒嬌達人王子。 |

### 後宮嬪御
| 演員   | 角色      | 介紹 |
| 禹貞媛 | 貴人 高氏 | 從一品貴人 心昭君之母，後宮揀擇出身，叔父是右議政。因身後家族榮耀，而忽略了兒子想法。表面對兒子嚴苛，但實際上非常重視兒子。後期放棄奪嫡並解除對姀怜的誤會後改為效忠於中宮殿。 |
| 辛修姃 | 昭儀 金氏 | 正二品昭儀 營緡君之母，後宮揀擇出身。 |
| 宋英雅 | 淑儀 崔氏 | 從二品淑儀 和平君之母，後宮揀擇出身。 |
| 金佳恩 | 昭容 太氏 | 正三品昭容→中宮殿內人→正三品昭容 寶芡君之母，中宮殿內人出身，承恩尚宮出身之首。原本只是在中宮殿地位低下的內人，但因為君王的承恩而當上了嬪御。一個兩極分化的母親角色，努力讓她的兒子成為王世子。曾因協助大妃誹謗中傷王妃與大君，短暫被姀怜貶為中宮殿內人，後又再度復位。個性單純，容易被人利用。 |
| 李荷英 | 昭媛 文氏 | 正四品昭媛 南玹君之母，承恩尚宮出身。 |
| 李花兼 | 淑媛 玉氏 | 從四品淑媛 好曈君之母，承恩尚宮出身。 |
| 李素熙 | 尚宮朴氏  | 正五品承恩尚宮 受到王的臨幸而成為承恩（特別）尚宮，看似一臉天真無邪，說話直率，但實際上在背後煽動太氏奪嫡。 |

### 庶系王子
| 演員   | 角色   | 介紹 |
| 金珉基 | 寶芡君 | 昭容太氏的長男，天生聰穎、博學多聞，在諸王子中學識僅次世子，為人謹慎正直、不屑作弊取巧。看似好脾氣，其實有固執的一面。堅持亥時就寢。後期成為李強在政事上的最佳夥伴。 |
| 文成賢 | 心昭君 | 貴人高氏的長男，為人善良，卻因達不到母親要求被責罵而逐漸自卑。與武矸大君、李燏關係良好。後成婚並出閣，與夫人育有一名子女。                                           |
| 卞弘俊 | 和平君 | 淑儀崔氏的長男。 |
| 趙英鎮 | 南玹君 | 昭媛文氏的長男。 |
| 申伊安 | 營緡君 | 昭儀金氏的長男。 |
| 洪在珉 | 好曈君 | 淑媛玉氏的長男，目前年紀最小的王子，想吃遍各種山珍海味。與李燏關係良好。                                                                                             |

### 其他人物
| 演員                  | 角色             | 介紹 |
| 徐梨淑                | 廢妃尹氏         | 庶人（廢妃）→先王王妃 先王的王妃，因其長子太仁世子神秘逝世，又疏於向其餘四位王子施以帝王教育，在父親被冠以大逆罪名後遭到廢位。嫡出的大君們也依序被暗殺，只剩下一位因傷殘逃過大難的永苑大君李翊賢。後因被推翻罪名而復位。 |
| 張鉉誠                | 尹壽光           | 兵曹判書/書筵官 是一名武臣和詩人，以重建沒落的尹家為己任，為廢妃尹氏唯一一位沒被清算還官運亨通的族人。雖然不是君子，但為了保護女兒選擇效忠於中宮殿。 |
| 朴俊勉                | 申尚宮           | 姀怜最可靠的幫手，很瞭解她的個性。自世子嬪時期就一直在旁協助姀怜、陪伴她走過許多難關。其家人深受大妃照顧，原本是趙氏安插在媳婦身旁的眼線，但後來選擇效忠於中宮殿。個性溫柔，常替王子們說話。 |
| 吳藝珠                | 尹清荷           | 兵曹判書尹家閨秀→王世子嬪 尹壽光的長女，為人率真可愛，對初戀有著美好的憧憬。由於個性跳脫而不符新娘標準，媒婆都不願意介紹她。認為外表俊俏的婚配對象比知識淵博之人重要，理由是能讓自己的兒女繼承美貌。某日偶然在市井上遇見成枏大君，對長相俊美的他一見鍾情。從此，人生便有了讓她心動不已的目標。後經過三揀擇的最終審查，成為李強的世子嬪。先天患有徐脈，後仍順利與李強育有一名子女。 |
| 韓東熙                | 閔氏             | 王世子嬪→徽嬪→庶人→徽嬪 原世子的遺孀，李漢、李律熹之母。後遭到廢位，並與元孫被逐出宮外，後因被推翻罪名而復位。 |
| 徐宇真                | 李漢             | 元孫→庶人→元孫 原世子的嫡長子，後因被推翻罪名而復位，繼任世子想在其長大成人後，將本該屬於原世子的王位傳給元孫。喜歡自己的叔叔們。 |
|                       | 李律熹           | 郡主→庶人→郡主 原世子的嫡長女，後因被推翻罪名而復位。 |
| 金榮在                | 閔承奫           | 都承旨/書筵官 王子們宗學的老師，在心底裡最欣賞成枏大君，並看出其大智若愚。少數公正的官員。 |
| 金承洙                | 朴京優           | 戶曹判書/書筵官 曾經是王的莫逆之交與臣僚，但因為和王的治國理念不同，加上佞臣當道，便與之漸行漸遠。後來受到王的請託，希望他協助擇賢競賽的考核，並成為未來世子的臣僚。 |
| 太元碩                | 徐含德           | 偽裝成和尚解菡師父。 |
| 金宰範 (童年：車成濟) | 權五景/ 李翊賢   | 表面上為負責治療世子的醫官，實際身分為被廢而逃過大難的太仁世子之弟、永苑大君李翊賢，改頭換面重新入宮後策劃著一宗陰謀。 |
| 權海驍                | 土地先生/ 劉尚旭 | 提供成枏大君救治世子藥方的大夫，醫術高超，實際身分為當年曾負責治療太仁世子的御醫劉尚旭，在背後與權五景、徐含德等人策劃著一宗陰謀。 |
| 鄭淳元                | 副首領           | 企圖殺害成枏大君的盜賊。 |
|                       | 先王             | 李浩、李翊賢與太仁世子的父親，尹氏、趙氏的丈夫。20年前薨逝的前任國王。當年在太仁世子的屍檢發現毒殺的疑點時，要求在場的史官不得將此事記載入史冊，並將世子的死因歸結為血虛厥。 |
|                       | 太仁世子         | 先王的嫡長子，同樣品學兼優、學識淵博的一國儲君，卻莫名病逝於血虛厥。 |

### 特别出演
| 演員   | 角色     | 介紹 |
| Rain   | 書生     | 在街上被尹清荷誤以為是成枏大君的路人。                                                                                         |
| 全惠媛 | 初月     | 賤民階級出身，姀怜故人之女。和武矸大君同房的妓生，後誕下一女亞灕。在姀怜的安排下隱姓埋名入宮成為乳母撫養之。後成為武矸大君的側室。 |
| 朴孝珠 | 褓母尚宮 | 負責世子和世子嬪圓房事宜的尚宮。                                                                                               |

## 原聲帶
- Part.1（發行日期：2022年10月29日）

| 曲序 | 曲目          | 演唱   | 时长 |
| ---- | ------------- | ------ | ---- |
| 1.   | 孩子          | Elaine | 3:30 |
| 2.   | 孩子（Inst.） |        | 3:30 |

- Part.2（發行日期：2022年11月12日）

| 曲序 | 曲目                  | 演唱     | 时长 |
| ---- | --------------------- | -------- | ---- |
| 1.   | By Your Side          | ID:Earth | 2:55 |
| 2.   | By Your Side（Inst.） |          | 2:55 |

## 收視率
| 季數 | 季數 | 每季集數 | 每季集數 | 每季集數 | 每季集數 | 每季集數 | 每季集數 | 每季集數 | 每季集數 | 每季集數 | 每季集數 | 每季集數 | 每季集數 | 每季集數 | 每季集數 | 每季集數 | 每季集數 |
| 季數 | 季數 | 1        | 2        | 3        | 4        | 5        | 6        | 7        | 8        | 9        | 10       | 11       | 12       | 13       | 14       | 15       | 16       |
| ---- | ---- | -------- | -------- | -------- | -------- | -------- | -------- | -------- | -------- | -------- | -------- | -------- | -------- | -------- | -------- | -------- | -------- |
|      | 1    | 1.846    | 2.039    | 1.682    | 2.286    | 1.750    | 2.690    | 2.104    | 2.873    | 2.426    | 3.015    | 2.599    | 3.247    | 2.935    | 3.389    | 3.047    | 4.049    |

| 集數       | 播出日期   | 尼爾森收視率     | 尼爾森收視率   |
| 集數       | 播出日期   | 大韓民國（全國） | 首爾（首都圈） |
| ---------- | ---------- | ---------------- | -------------- |
| 1          | 2022/10/15 | 7.649%           | 8.668%         |
| 2          | 2022/10/16 | 9.062%           | 10.259%        |
| 3          | 2022/10/22 | 6.980%           | 7.307%         |
| 4          | 2022/10/23 | 9.471%           | 10.065%        |
| 5          | 2022/10/29 | 7.751%           | 8.334%         |
| 6          | 2022/10/30 | 11.285%          | 12.008%        |
| 7          | 2022/11/05 | 9.365%           | 9.590%         |
| 8          | 2022/11/06 | 11.821%          | 13.043%        |
| 9          | 2022/11/12 | 9.993%           | 11.015%        |
| 10         | 2022/11/13 | 12.296%          | 13.391%        |
| 11         | 2022/11/19 | 10.842%          | 11.548%        |
| 12         | 2022/11/20 | 13.415%          | 14.201%        |
| 13         | 2022/11/26 | 12.851%          | 14.012%        |
| 14         | 2022/11/27 | 14.100%          | 14.786%        |
| 15         | 2022/12/03 | 13.353%          | 14.562%        |
| 16         | 2022/12/04 | 16.852%          | 18.159%        |
| 平均收視率 | 平均收視率 | 11.067%          | 11.934%        |

- 收視最低的集數以藍色表示，收視最高的集數以紅色表示，而空格則表示該集的收視沒有相關數據。

## 同時段作品
週五六時段劇集
- SBS 金土連續劇：《千元律師》、《災後調查日誌》
- MBC 金土連續劇：《金湯匙》、《禁婚令，朝鮮婚姻禁止令》
- ENA 金土連續劇：《高斯電子公司》

週五六日時段劇集
- JTBC 金土日連續劇：《財閥家的小兒子》

週末時段劇集
- KBS2 週末連續劇：《三姐弟要勇敢》
- JTBC 週末連續劇：《The Empire：法之帝國》

## 獎項
| 獎項         | 日期          | 獎項                    | 入圍者 | 結果 | 參          |
| ------------ | ------------- | ----------------------- | ------ | ---- | ----------- |
| 百想藝術大獎 | 2023年4月28日 | TV部門 女子最優秀演技賞 | 金憓秀 | 提名 | [ 4 ] [ 5 ] |
| 百想藝術大獎 | 2023年4月28日 | TV部門 男子新人演技賞   | 文相敏 | 獲獎 | [ 4 ] [ 5 ] |

## 記事
- 此劇為金憓秀繼2002年出演《張禧嬪》，時隔20年回歸古裝電視劇。結合了古代的「宮鬥」與現代人重視的「小孩教育」的新穎題材，讓首播就奪得好成績[6]，更是創下tvN首播收視最高紀錄[7]。
- 劇中小王子「好瞳君」之君號，與其體態相近之知名韓國主持人姜鎬童同音。
- 此劇在 IMDb 的觀眾評分為 8.5。[8]

## 外部連結
- 韓國tvN官方網站
- Daum上《王后傘下》的資料
- 在Netflix上觀看《王后傘下》

| tvN 週末連續劇                         | tvN 週末連續劇                                | tvN 週末連續劇 |
| -------------------------------------- | --------------------------------------------- | -------------- |
|                                        | 王后傘下 （2022年10月15日－2022年12月4日）    |                |
| 小女子 （2022年9月3日－2022年10月9日） | 還魂：光與影 （2022年12月10日－2023年1月8日） |                |